# 福井縣
福井縣（日语：／〔〕 Fukui ken */?）位處日本中部的北陸地方，面向若狹灣，縣廳所在地為福井市。福井縣可分為嶺北和嶺南兩塊地區。

## 歷史
約1万5000年前開始有人類活動。若狭町的鳥濱貝塚出土繩文時代草創期的隆起線文-斜格子文土器和竪穴式住居遺跡，弥生時代前期稻作文化傳入，中期以後開始出現較大的貴族墳墓。4世紀初開始修建前方後圓墳，4世紀中葉九頭竜川中流域開始出現大規模的古墳建造。出現了手繰之城山古墳（4世紀末）和六呂瀨山古墳群（4世紀後半～5世紀前半）等北陸地方最大的古墳群。5世紀後期半大和朝廷的繼體天皇控制了這一地區。
7世紀後半葉律令制下的若狭国成立，7世紀末越前国成立，朝廷將若狹國出產的海鹽列為貢品。8世紀時成為日本與渤海国交流的重要海港。10世紀末敦賀津成為日宋貿易的港口，戰国時代成為兵家必爭之地，1586年幕府在若狭，1598年在越前的太閣檢地時若狭有8万5000石、越前有68万石。
- 明治維新廢藩置縣，1871年1月22日設本保縣
- 1871年8月29日丸岡藩、福井藩、勝山藩、大野藩、鯖江藩、小濱藩全部設縣。
- 1871年12月31日整合為福井縣和敦賀縣。
- 1872年1月29日福井縣改称足羽縣。
- 1873年1月14日足羽縣編入敦賀縣。
- 1876年8月21日敦賀縣分割入石川縣和滋賀縣。
- 1881年2月7日重新設立福井縣[3]。

## 地理
福井縣面向日本海，鄰近京都府、岐阜縣和滋賀縣。全縣主要以山脈為主，在北部有平原，首府福井市正正在於此。由北部的越前地方和南側的若狭地方構成，被稱為越山若水，地理上處於北陸地方和中部地方的交界、行政上有時被認為是近畿地方。氣候温暖湿潤，夏季降雨量大，冬季雪量大。

### 城市
| 縣内順位   | 城市   | 地域区分 | 人口      | 縣内順位 | 城市   | 地域区分 | 人口     |
| ---------- | ------ | -------- | --------- | -------- | ------ | -------- | -------- |
| 1          | 福井市 | 嶺北     | 263,109人 | 6        | 大野市 | 嶺北     | 33,249人 |
| 2          | 坂井市 | 嶺北     | 91,638人  | 7        | 小浜市 | 嶺南     | 29,262人 |
| 3          | 越前市 | 嶺北     | 82,754人  | 8        | 蘆原市 | 嶺北     | 28,190人 |
| 4          | 鯖江市 | 嶺北     | 69,734人  | 9        | 勝山市 | 嶺北     | 23,186人 |
| 5          | 敦賀市 | 嶺南     | 65,565人  | 10       | 越前町 | 嶺北     | 21,519人 |
| 2019年 4月 |        |          |           |          |        |          |          |

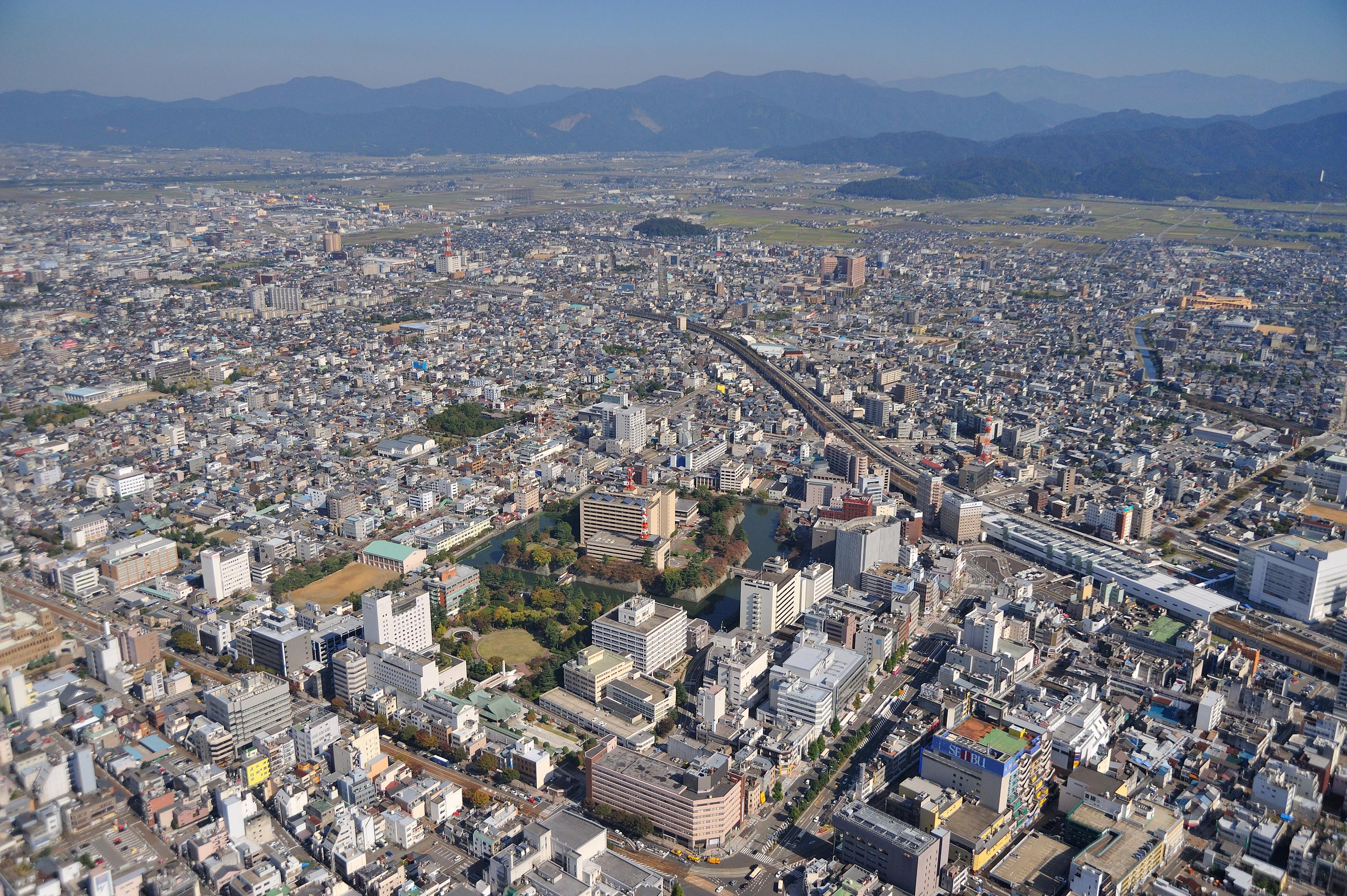
1.福井市（特例市）
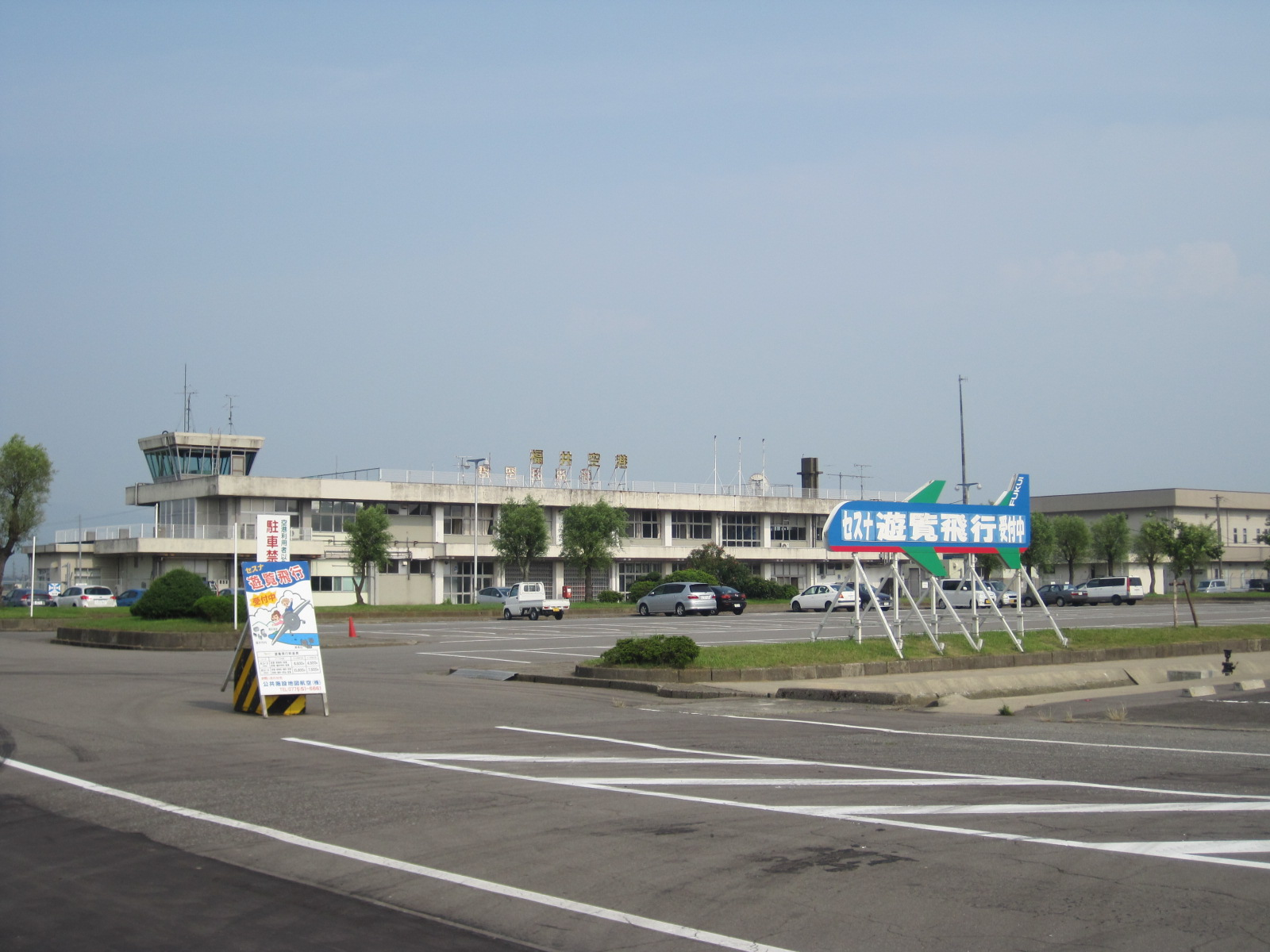
2.坂井市
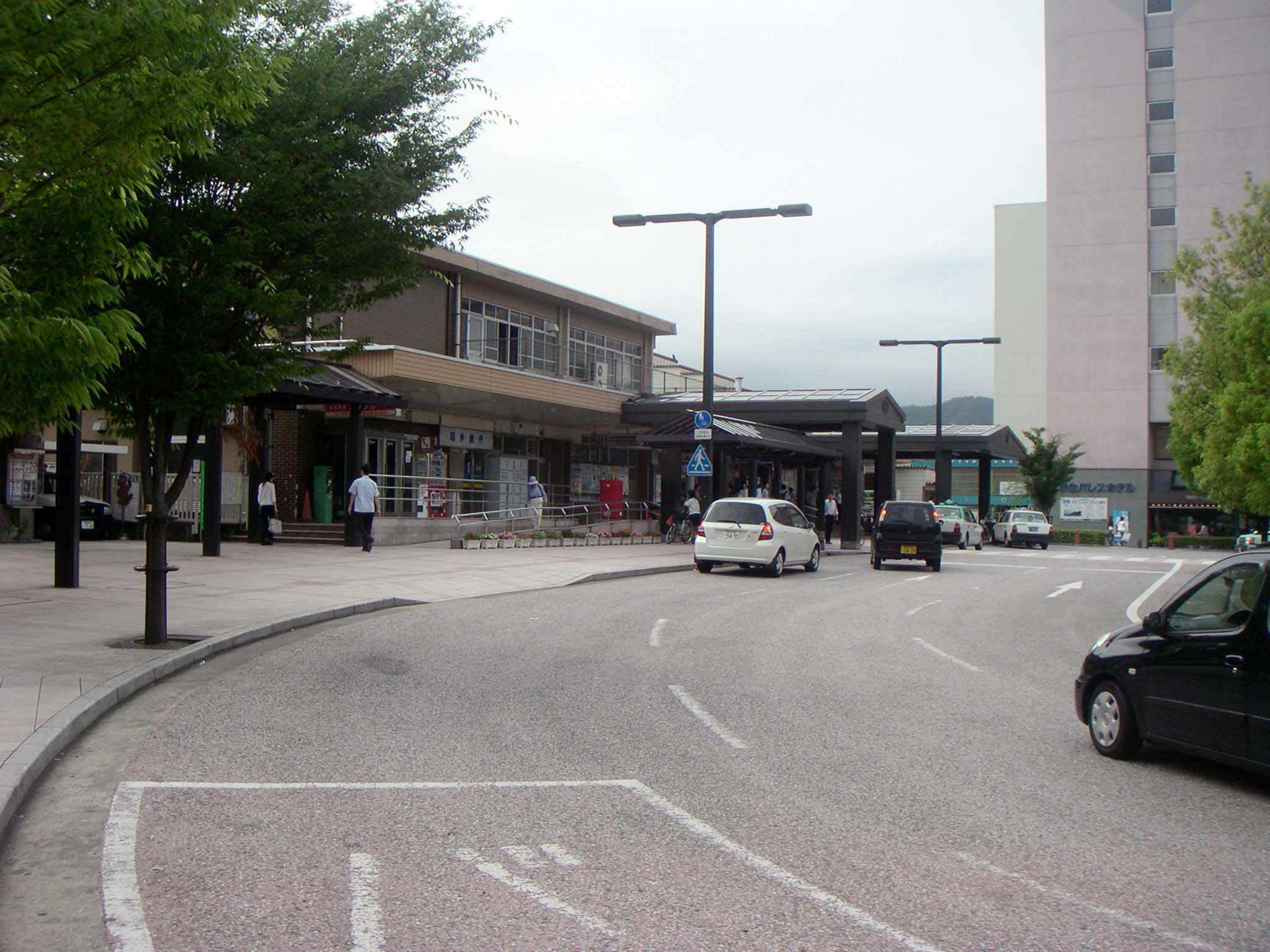
3.越前市
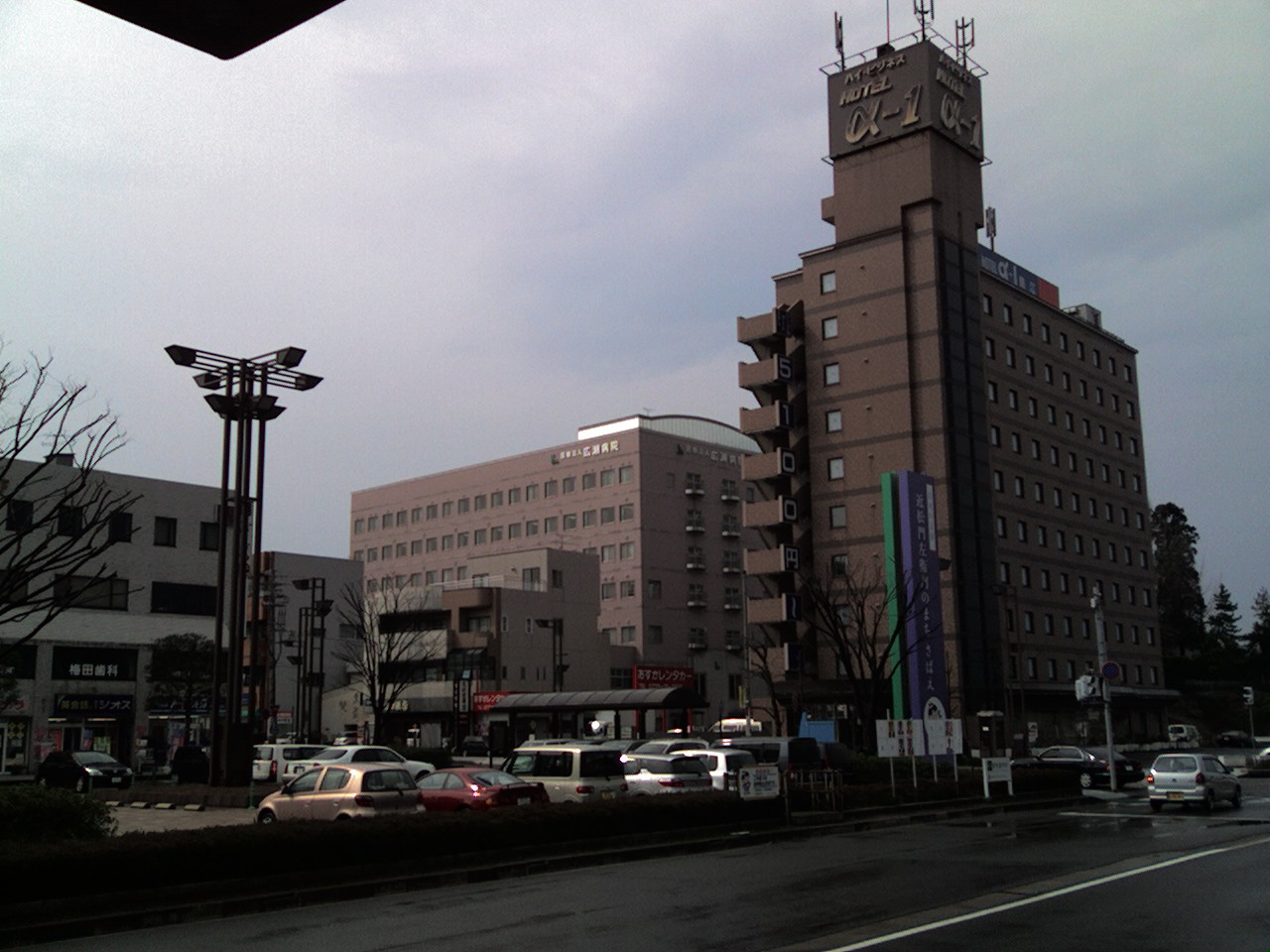
4.鯖江市
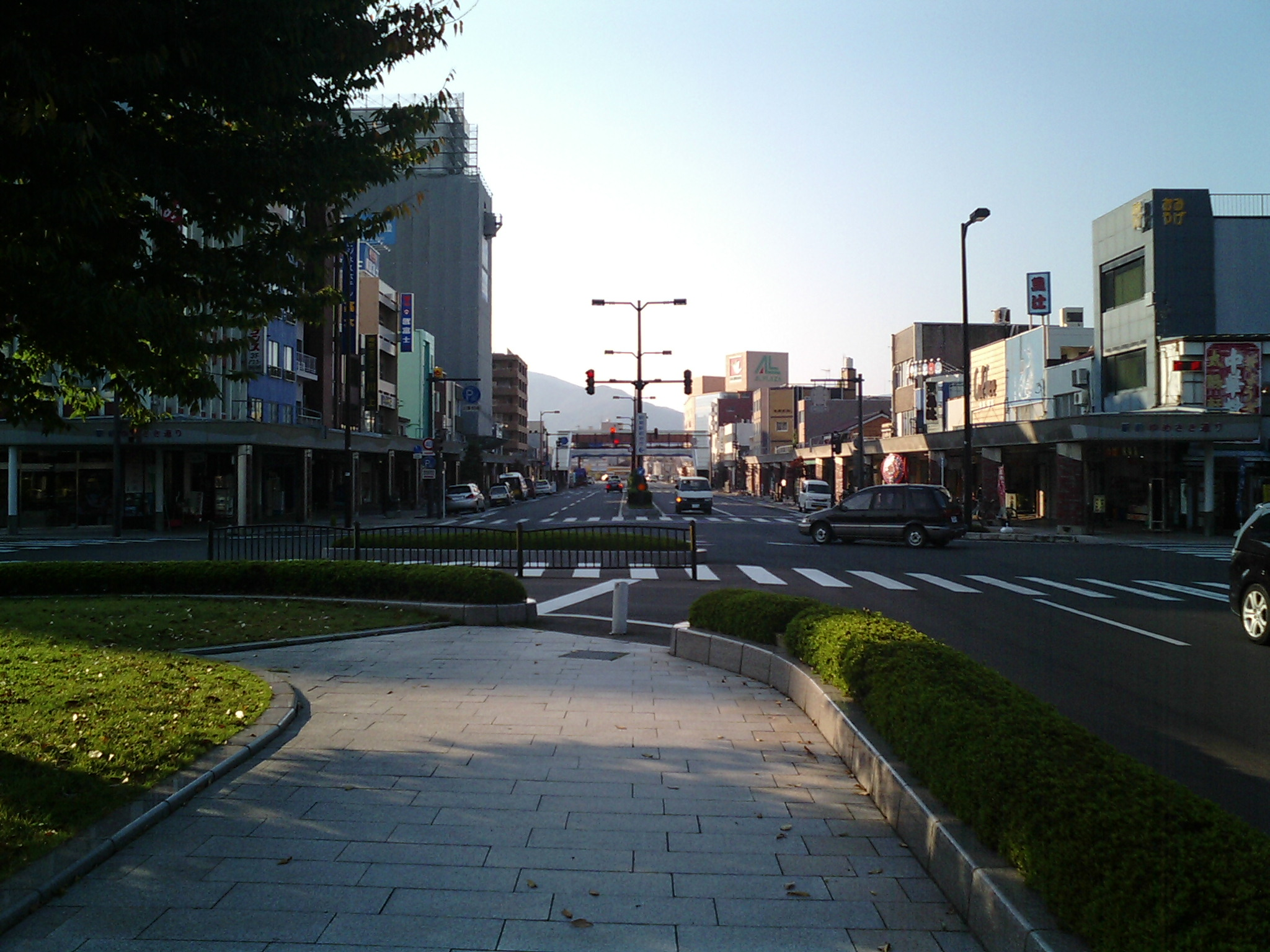
5.敦賀市
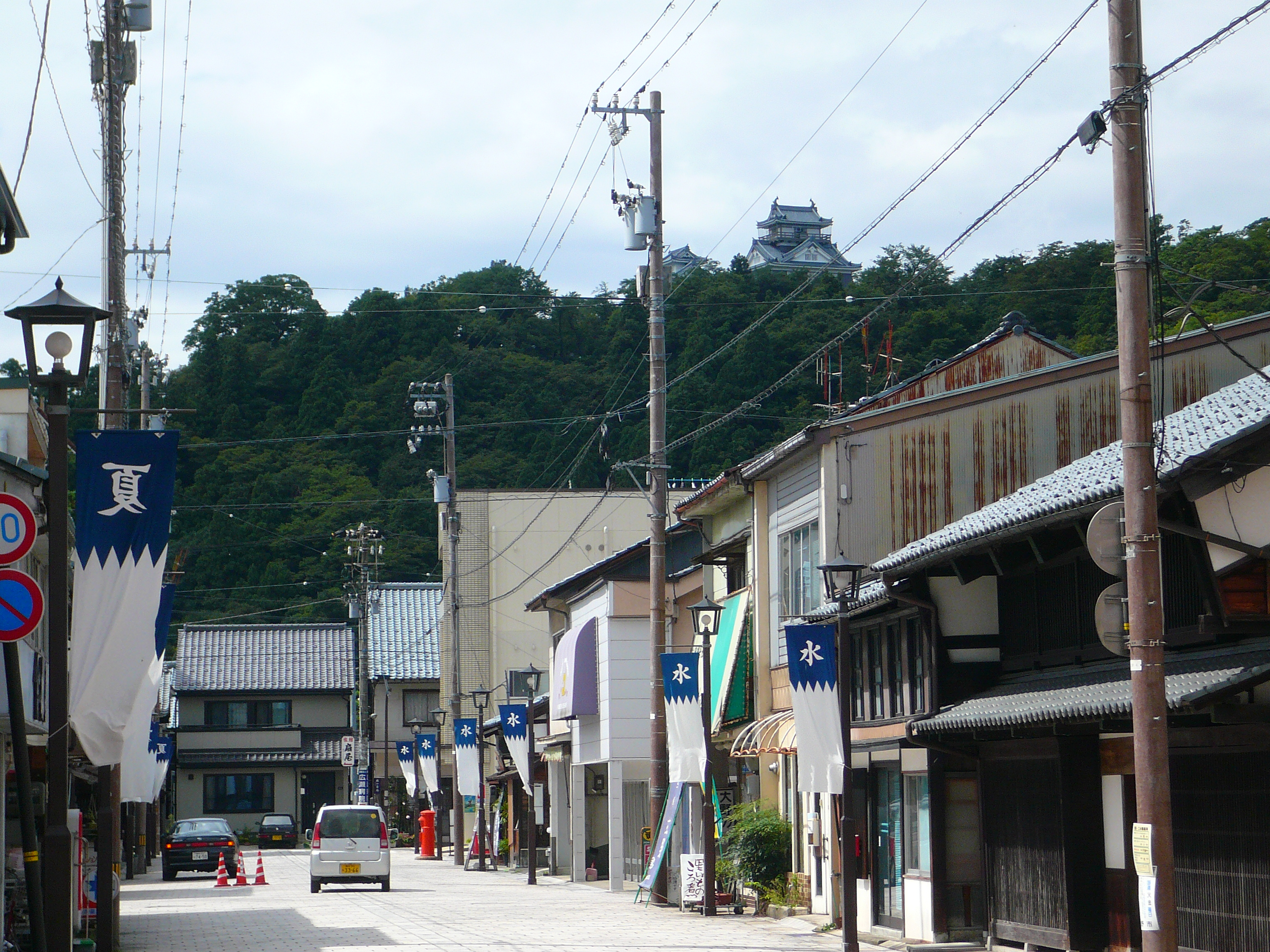
6.大野市
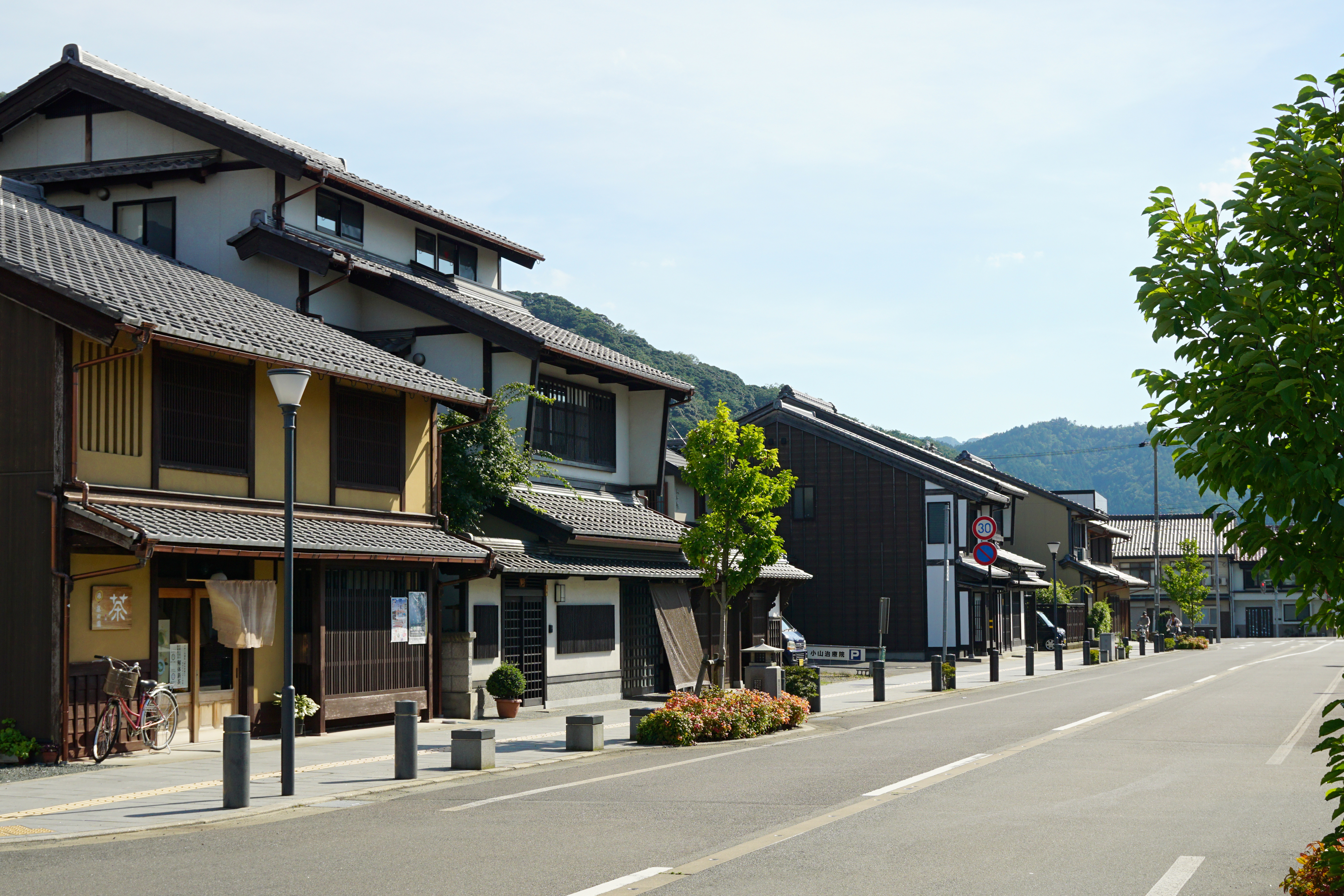
7.小浜市
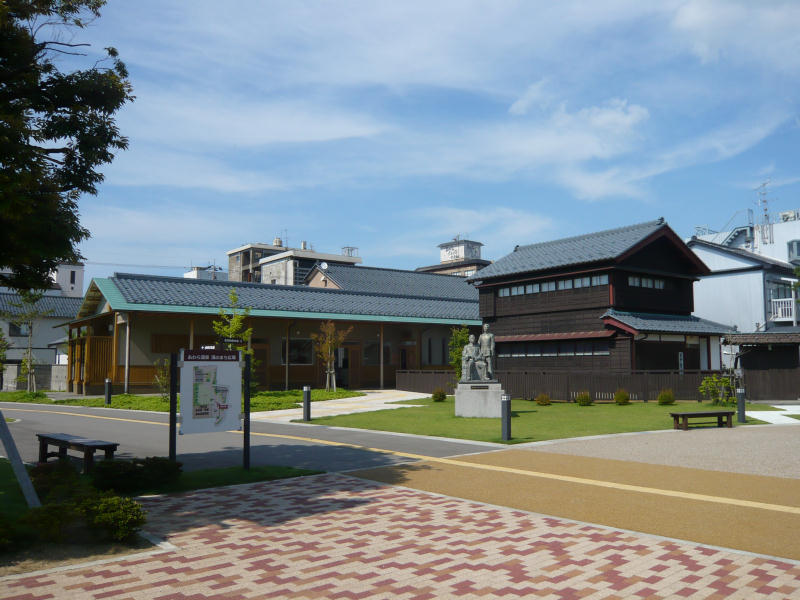
8.蘆原市
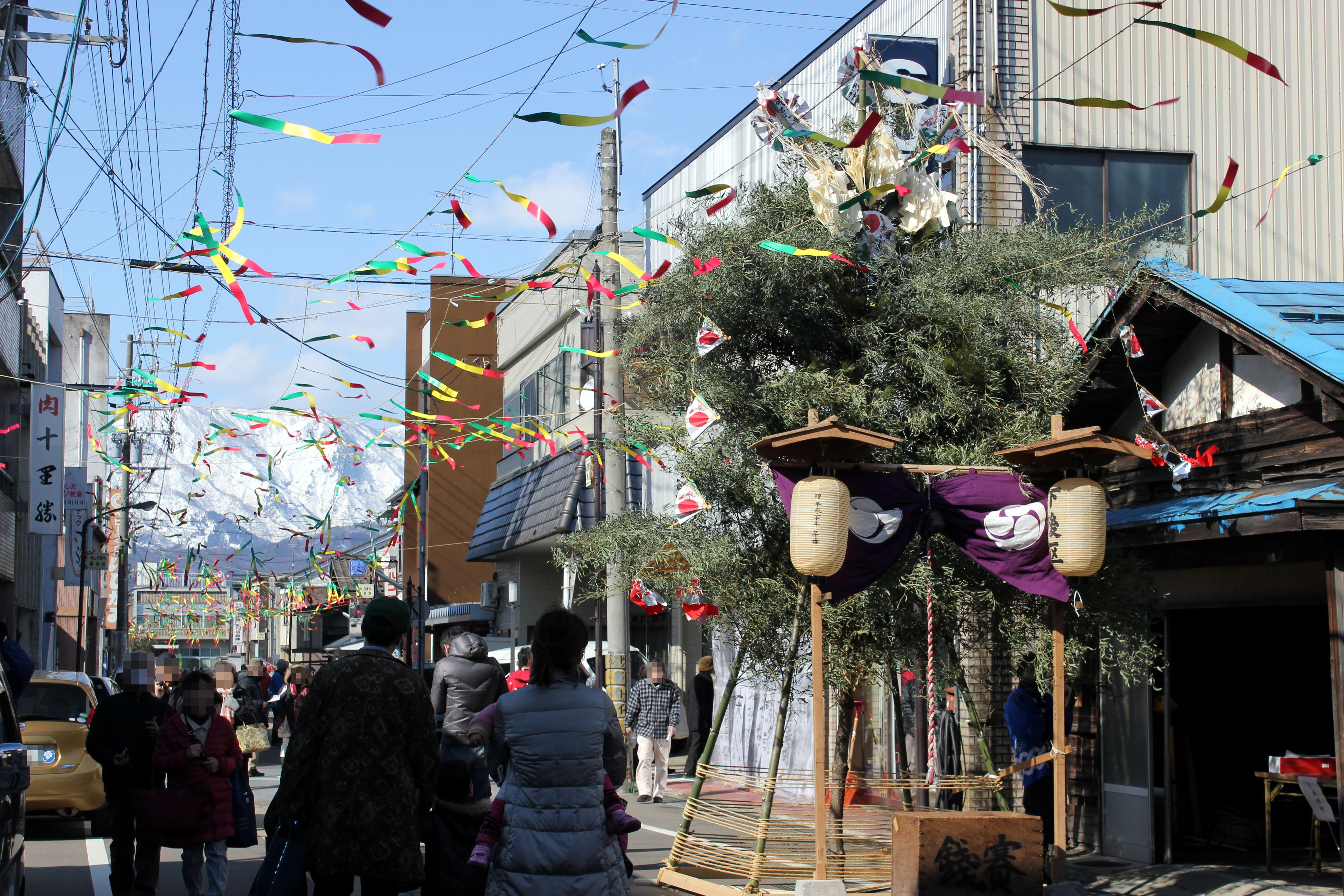
9.勝山市
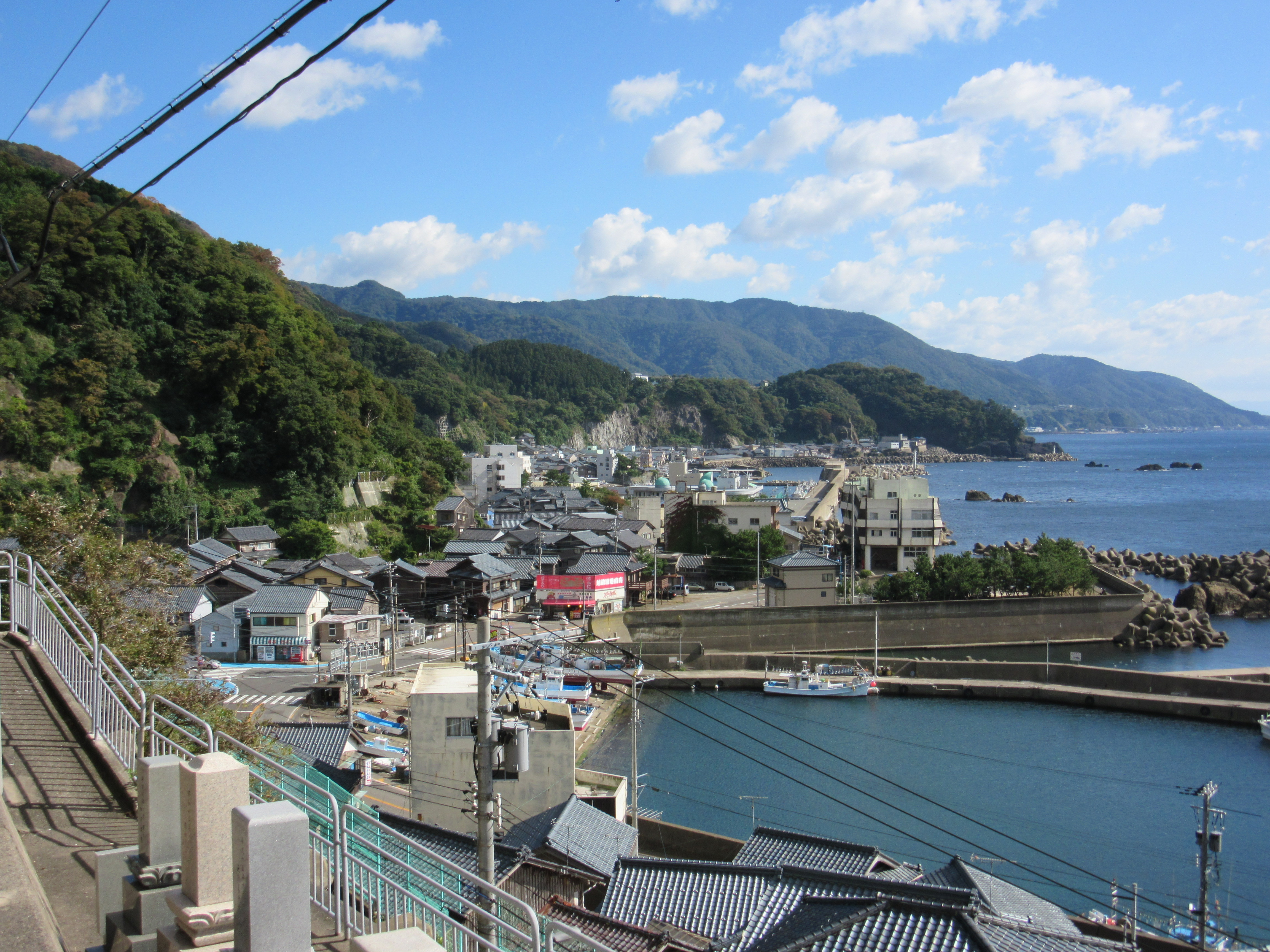
10.越前町

福井縣内人口密度排名（2016年（平成28年））
1. 鯖江市（809人/km2）
2. 福井市（495人/km2）
3. 坂井市（429人/km2）
4. 越前市（351人/km2）
5. 敦賀市（262人/km2）

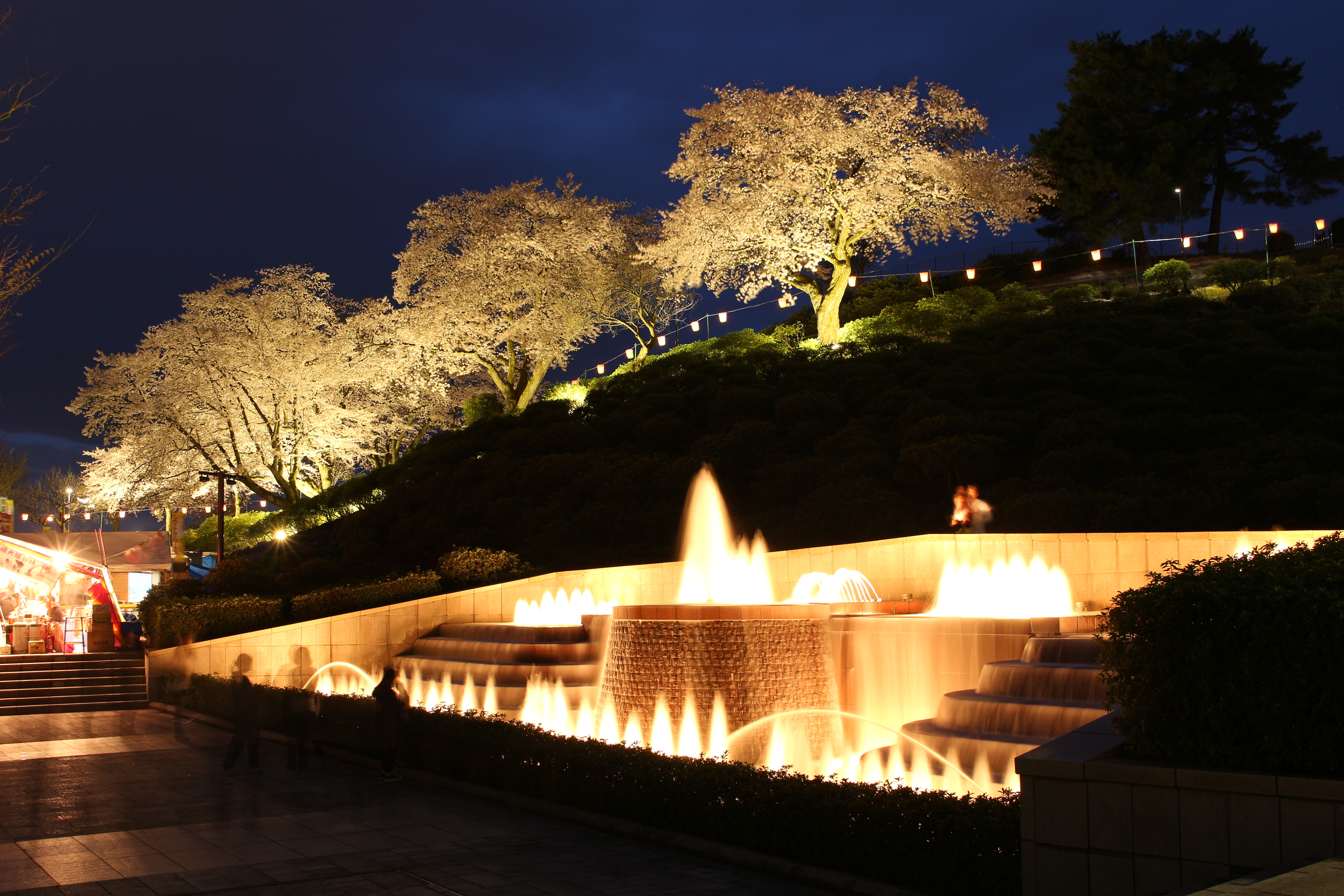
鯖江市
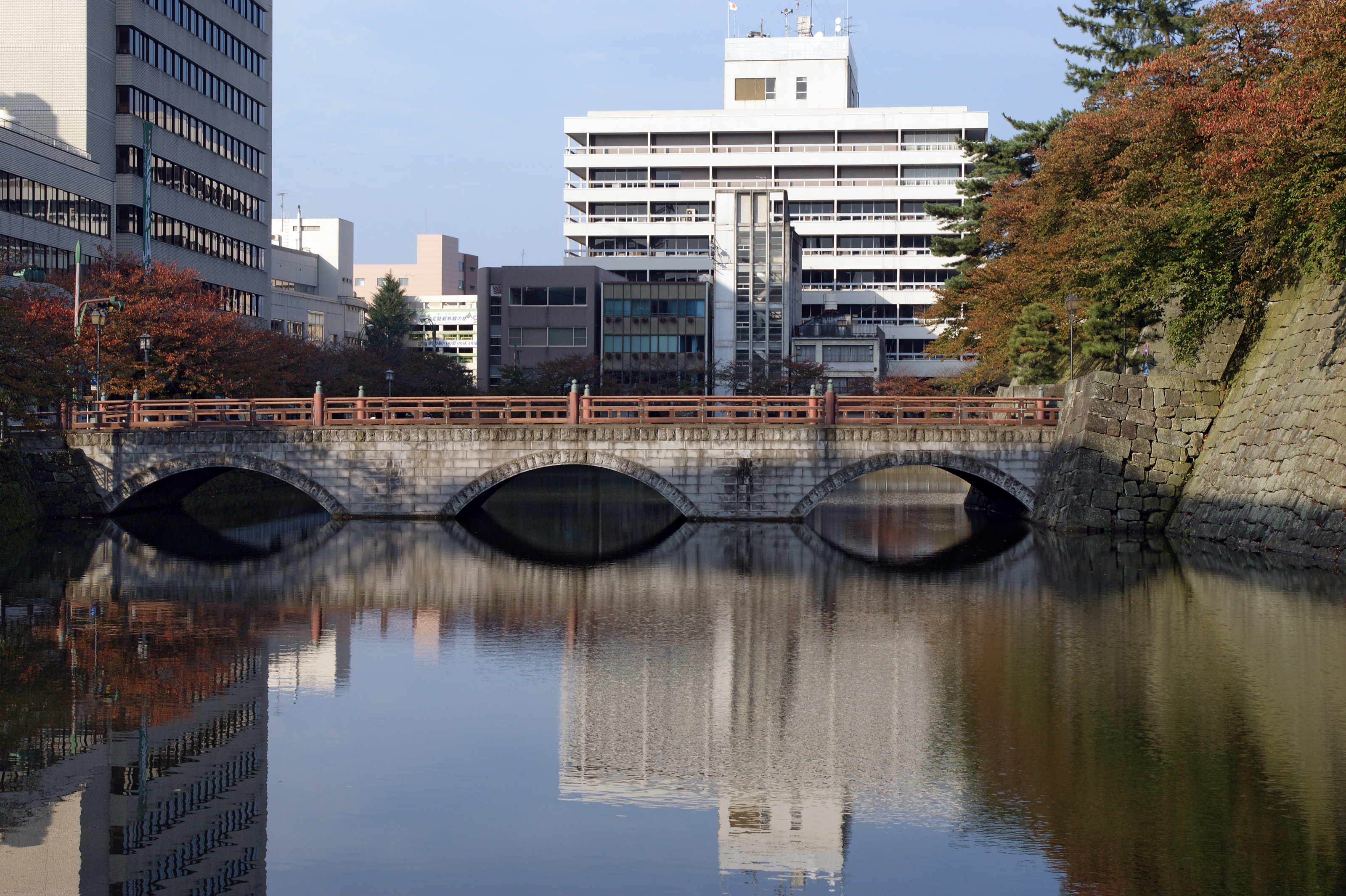
福井市（縣廳所在地･施行時特例市）
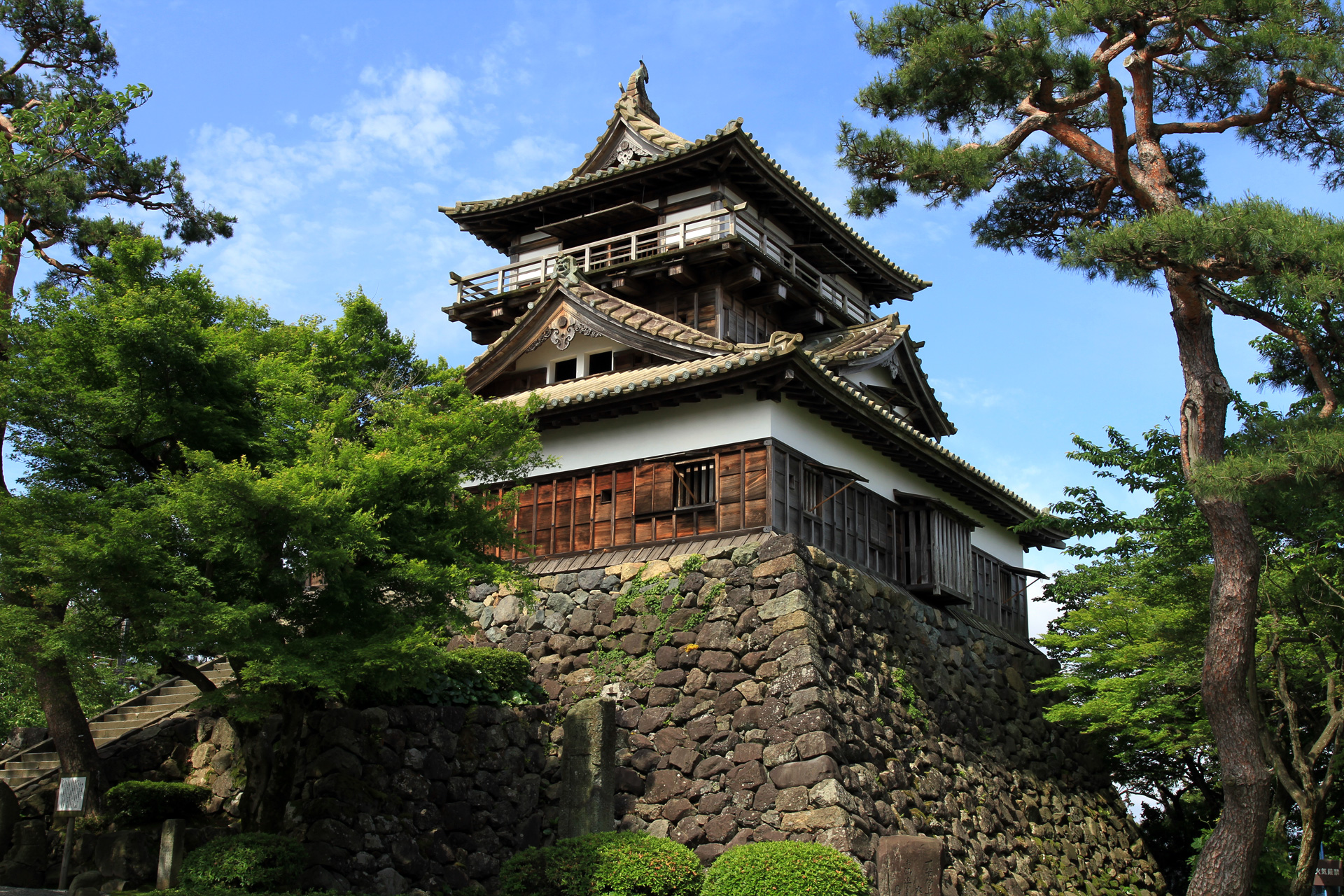
坂井市
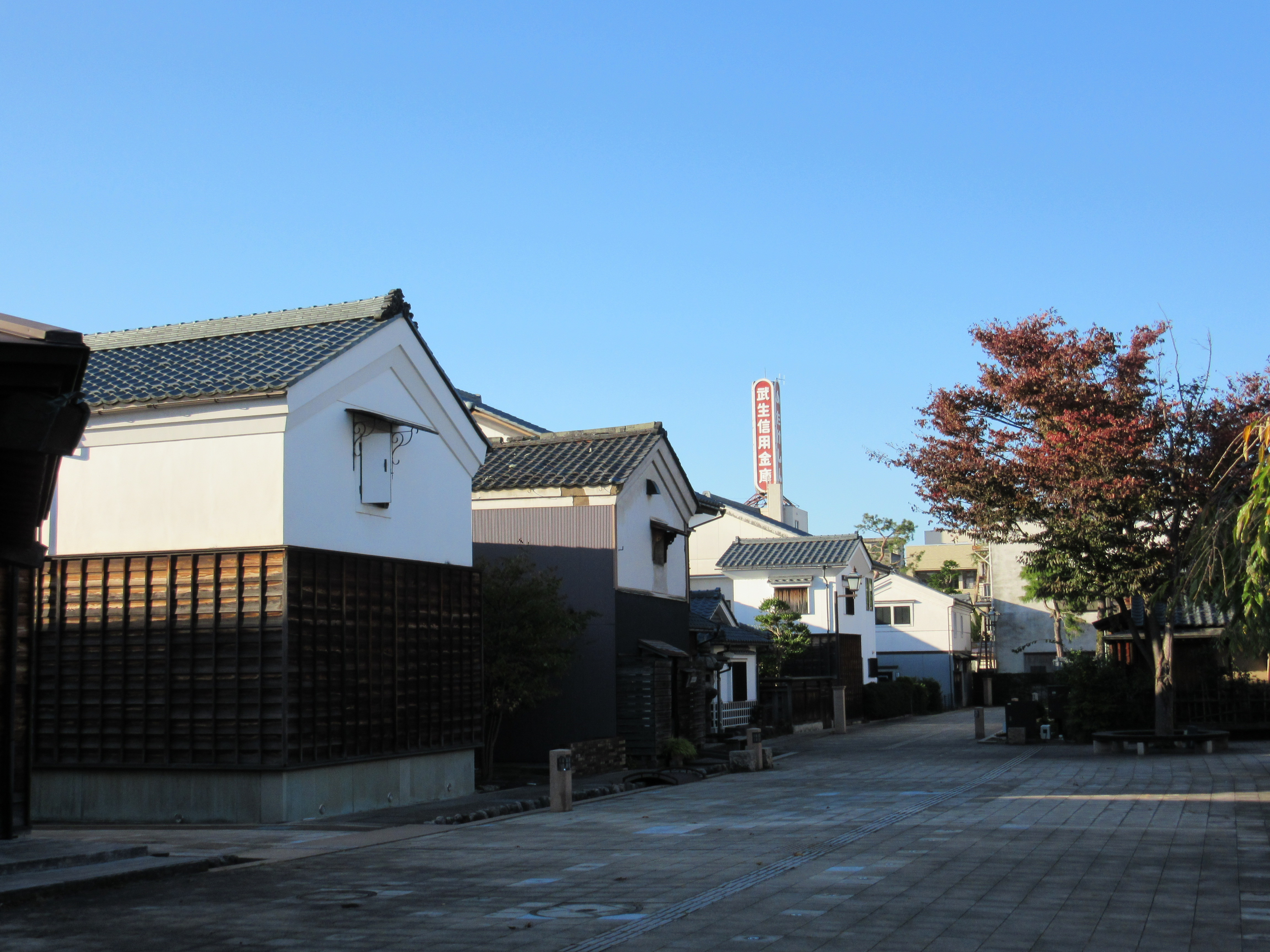
越前市
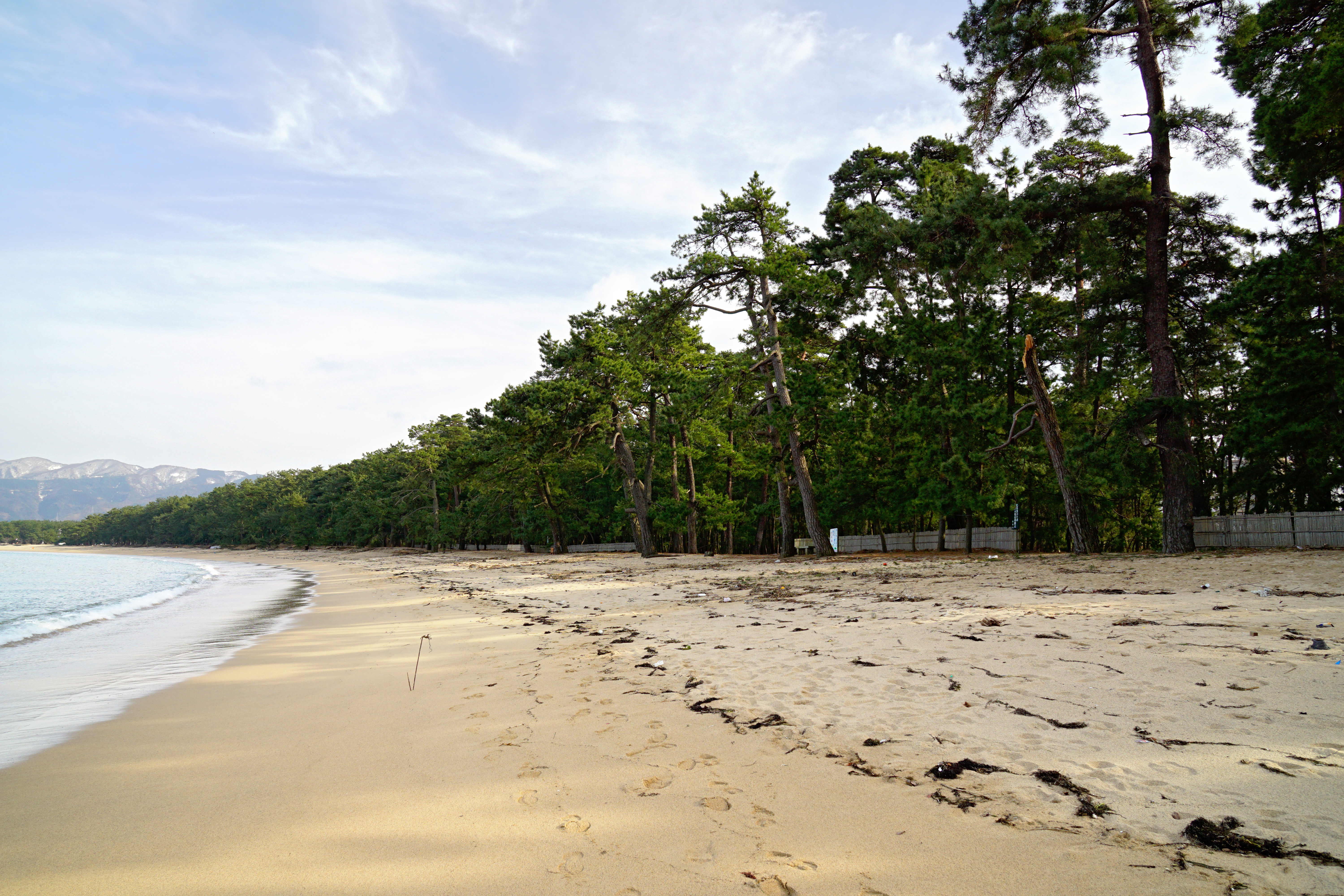
敦賀市

## 經濟
福井縣以眼鏡生產知名，約90%的日本製眼鏡都是出自福井。

## 特產

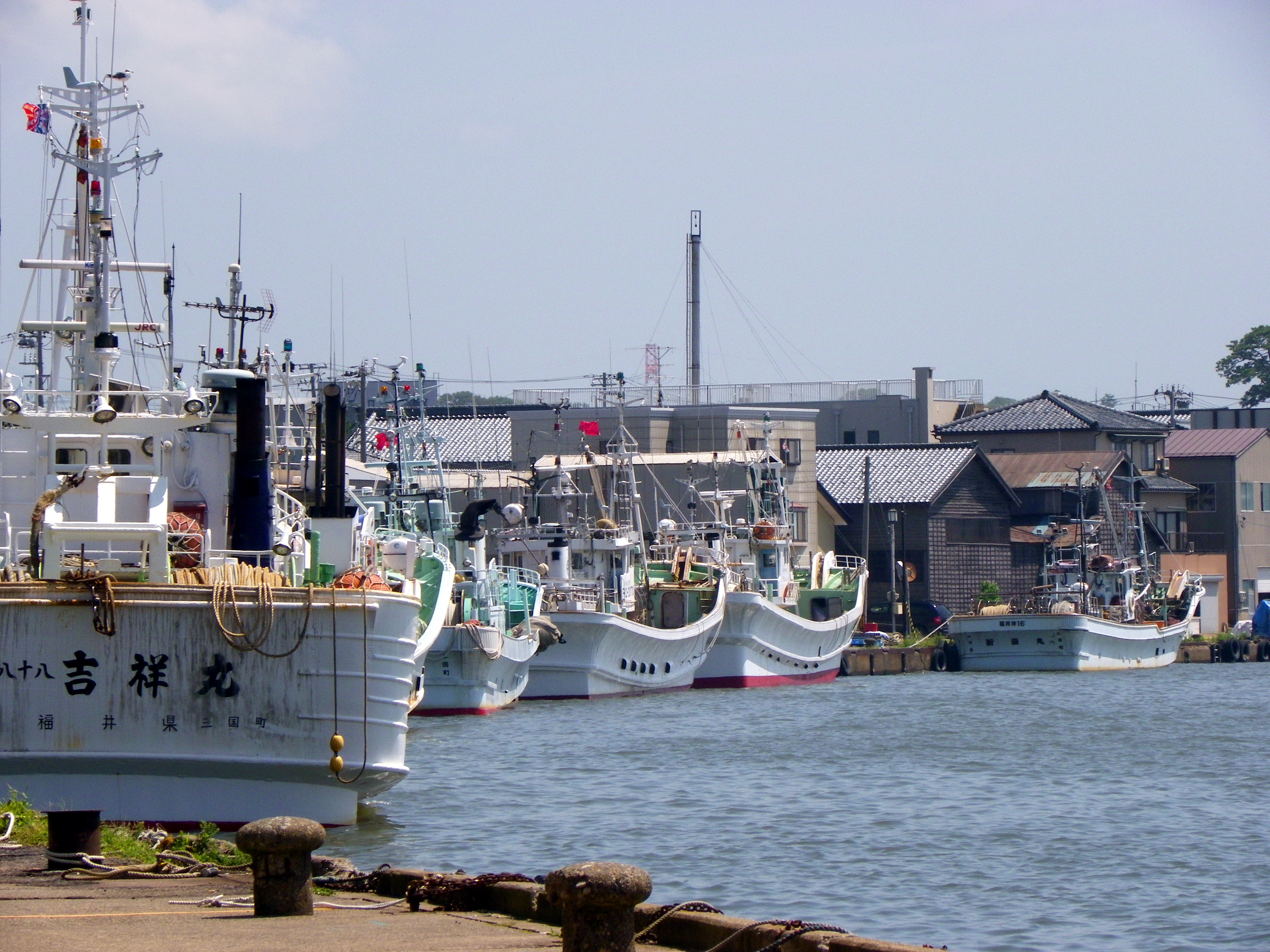
福井港
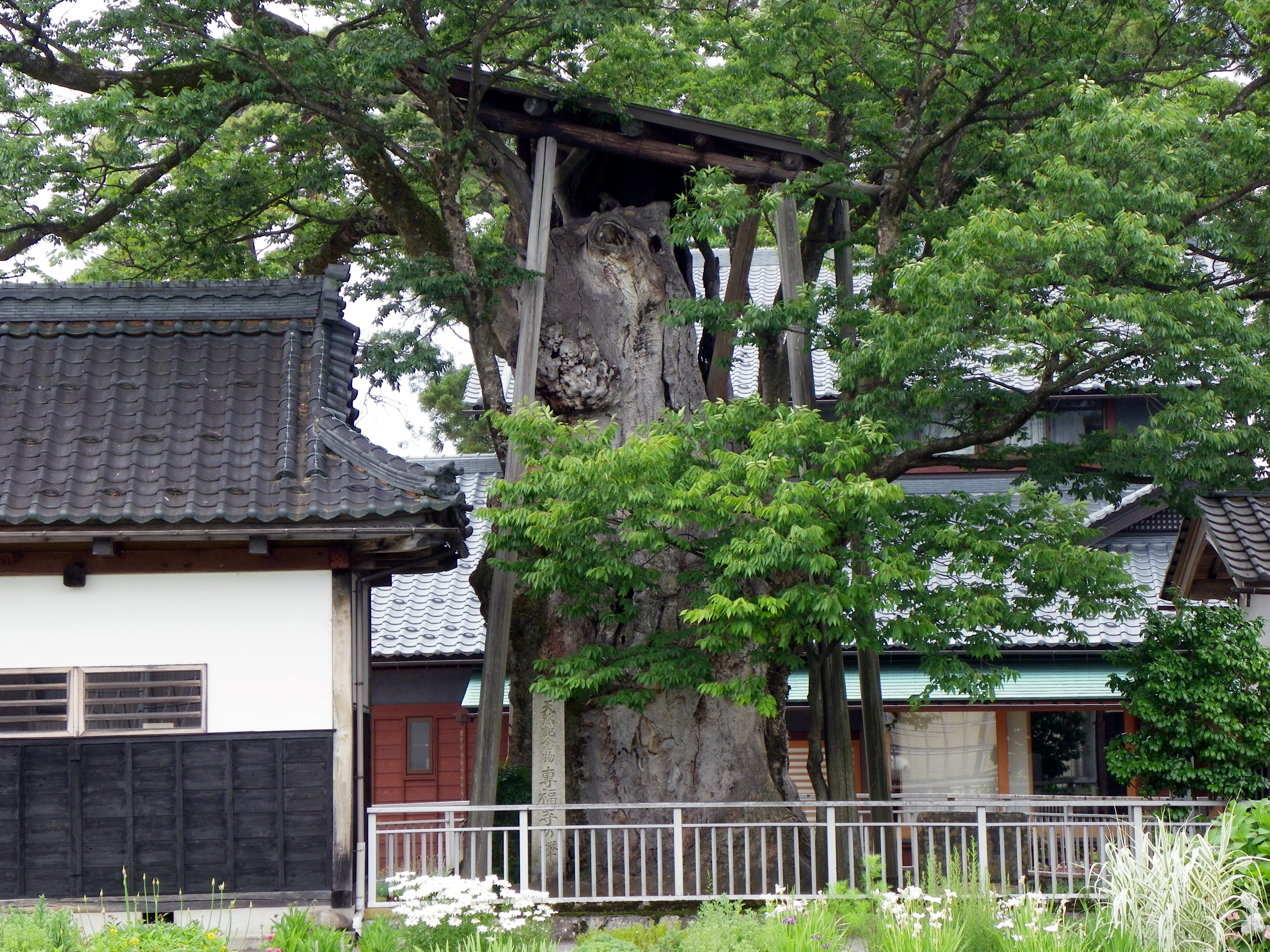
泉福寺
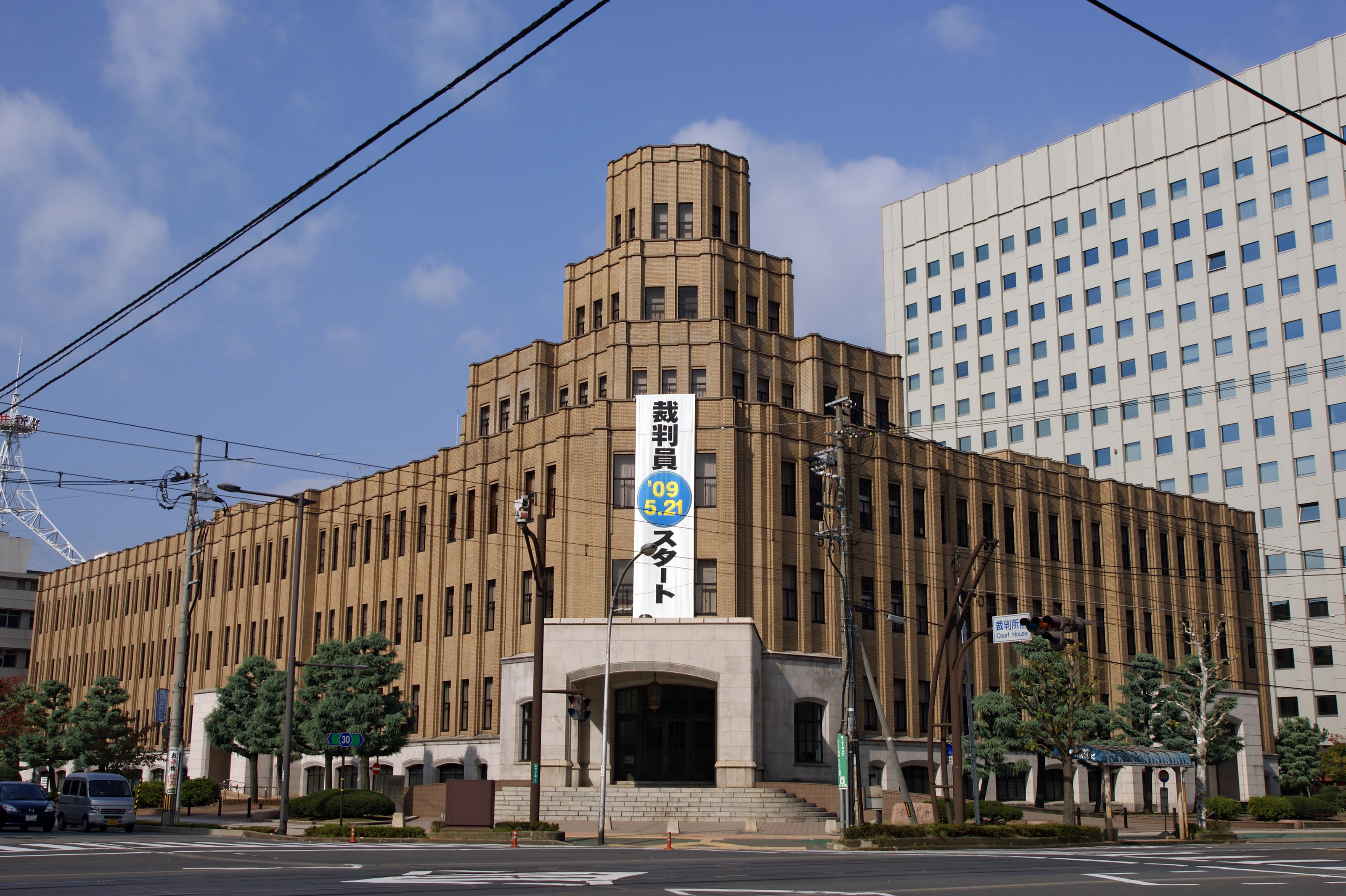
福井地方裁判所
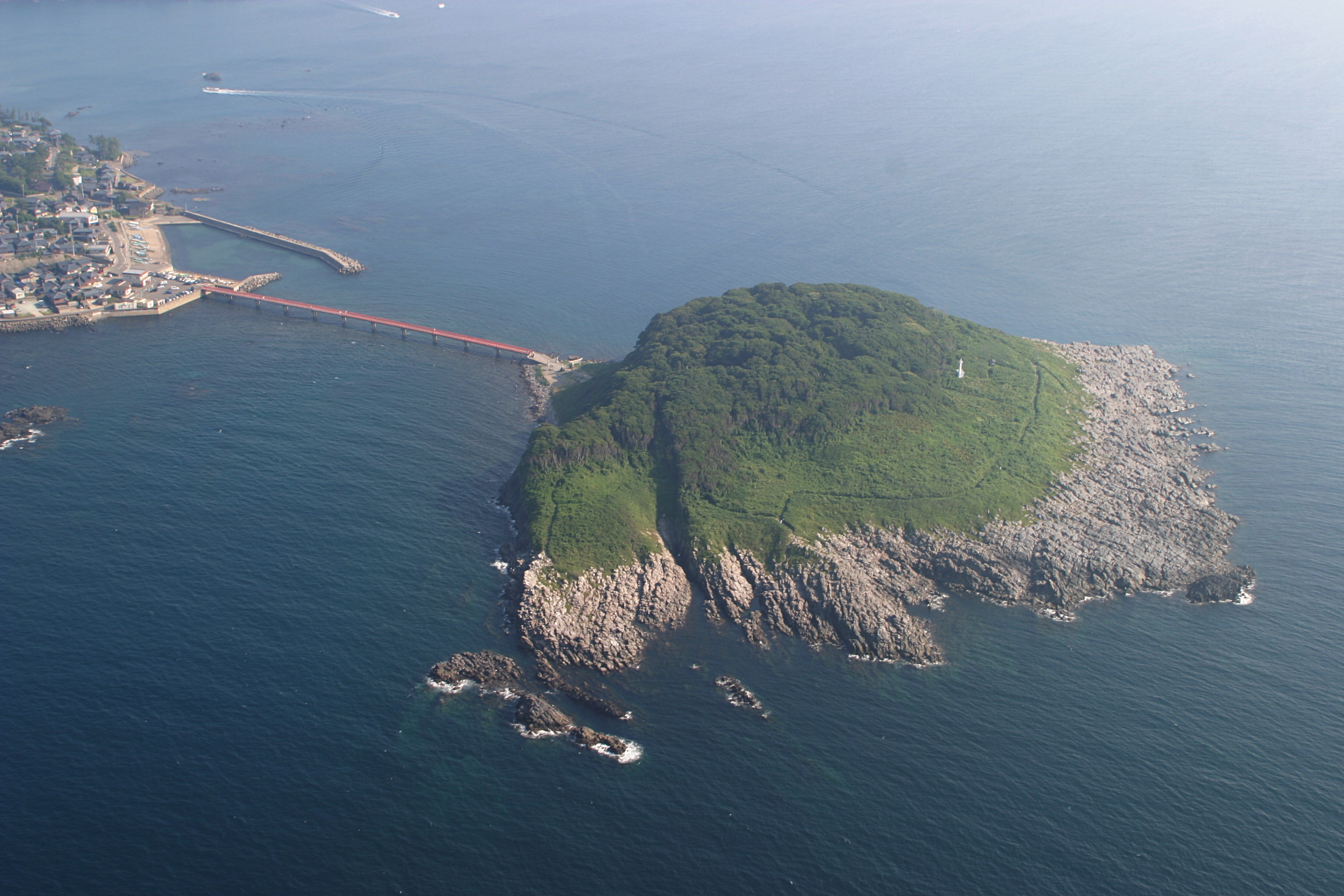
雄島
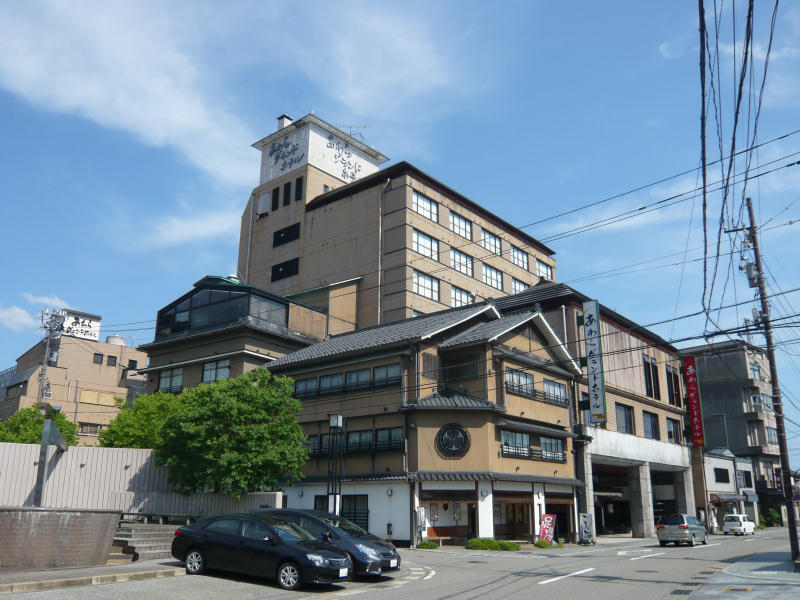
蘆原温泉
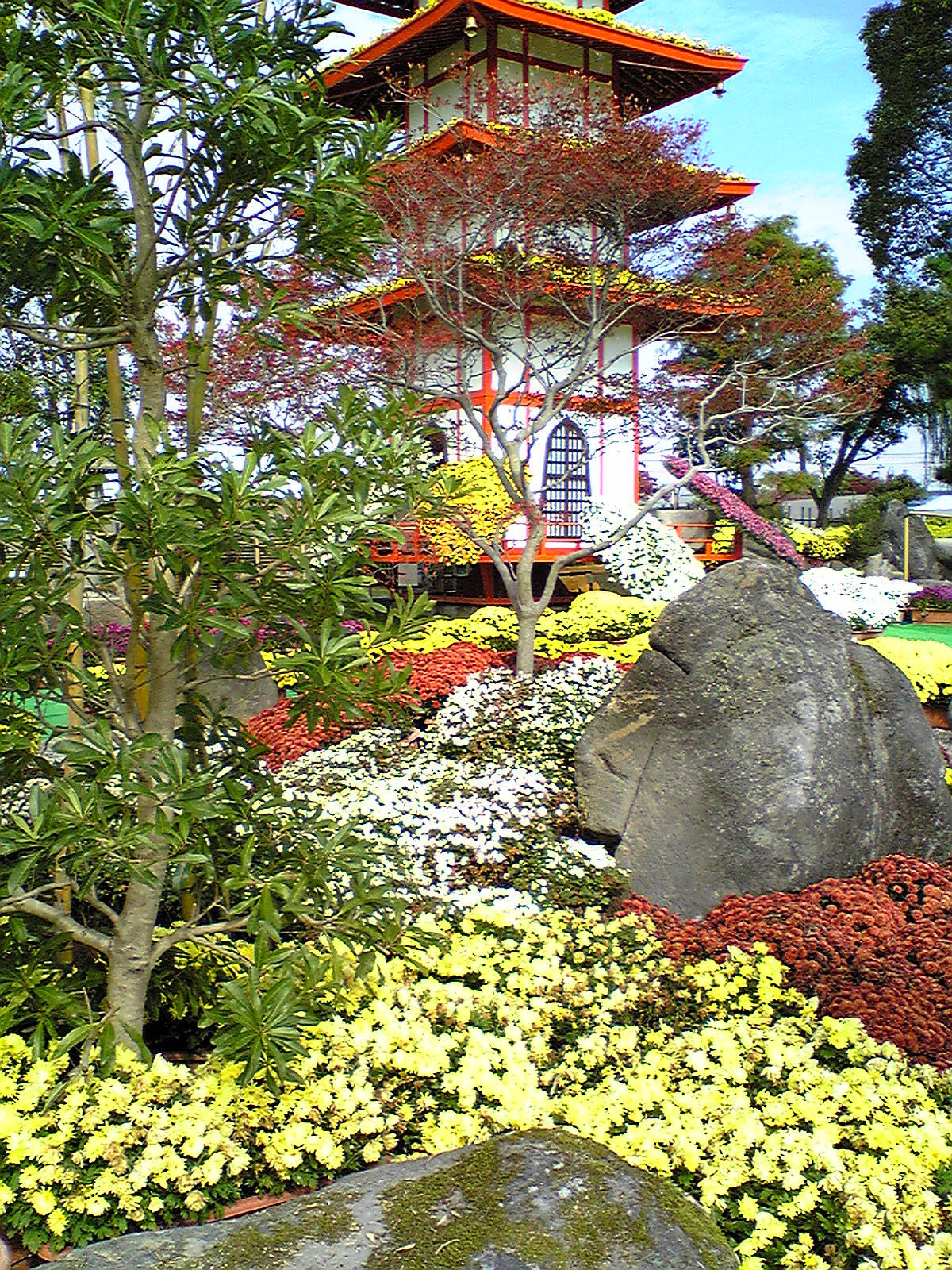
越前市

| 水果、蔬菜       | 水果、蔬菜                     |
| ---------------- | ------------------------------ |
| 梅               | 日本海側的梅產地。             |
| 河内赤蕪菁       | 福井市美山地區生產的品種。     |
| 河鮮、海鮮       |                                |
| 越前蟹           | 松葉蟹ズワイガニ名物。         |
| 若狹河豚         | 若狹湾。（小濱市）             |
| 魦               | 體長約4cm的素魚。（小濱市）    |
| 若狹鰈           | 若狹湾。（小濱市）             |
| 鄉土料理         |                                |
| 芝麻豆腐         | 福井的永平寺。                 |
| 小鯛の笹漬け     | 小濱的名物。（小濱市）         |
| 熟壽司なれずし   | 鯖發酵壽司。（小濱市）         |
| 越前おろし蕎麥麵 | 蘿蔔泥蕎麥麵，福井的傳統蕎麥。 |
| 工藝品           |                                |
| 越前燒           | 國家指定的傳統工藝品。         |
| 若狭塗           | 國家指定的傳統工藝品。         |
| 越前漆器         | 國家指定的傳統工藝品。         |
| 越前打刃物       | 國家指定的傳統工藝品。         |
| 越前和紙         | 國家指定的傳統工藝品。         |
| 若狹瑪瑙細工     | 國家指定的傳統工藝品。         |
| 若狹珍珠         |                                |
| 參考資料：       |                                |

- 福井港
- 泉福寺
- 福井地方裁判所
- 雄島
- 蘆原温泉
- 越前市

## 以福井县为背景的作品
电影
- 《哥斯拉vs碧奥兰蒂》（ゴジラvsビオランテ）
- 《白蛇抄》
- 《寅次郎的故事9 柴又慕情》
- 《Cheer☆dance チア☆ダン〜女子高生がチアダンスで全米制覇しちゃったホントの話〜 Let's Go, Jets!》

連續劇
- 《チア☆ダン》

动画
- 《GLASSLIP》（坂井市）
- 《眼鏡部！》（鲭江市）

輕小說
- 《彈珠汽水瓶裡的千歲同學》